# イケメンヴィラン 闇夜にひらく悪の恋
『イケメンヴィラン 闇夜にひらく悪の恋』（イケメンヴィラン やみよにひらくあくのこい）は、サイバードより配信されたスマートフォン用女性向け恋愛ゲーム。2023年3月28日サービス開始。基本プレイ無料（アイテム課金制）。
サイバードの提供する「イケメンシリーズ」のひとつとして展開しており、シリーズの10周年記念タイトルにもなっている。

## 登場人物
ウィリアム・レックス
声 - 立花慎之介
ハリソン・グレイ
声 - 杉山紀彰
リアム・エヴァンス
声 -  西山宏太朗
エルバート・グリーティア
声 - 大塚剛央
アルフォンス・シルベチカ
声 -  斉藤壮馬
ロジャー・バレル
声 - 江口拓也
ジュード・ジャザ
声 - 竹田海渡
エリス・トワイライト
声 - 佐藤元
ヴィクトル
声 - 高橋広樹
ダリウス・フォーゲル
声 - 重松千晴
ニカ・シュワルツ
声 - 柿原徹也
リン・シュワルツ
声 - 田邊幸輔
ケイト
声 - なし（名前変更可能）
主人公（プレイヤー）。郵便局員としてロンドンで働いていたが、配達の最中、偶然にも彼らの秘密を知ってしまったことで〈おとぎ師〉としての生活を余儀なくされる。